# Tettigoniopsis sanukiensis
Tettigoniopsis sanukiensis är en insektsart som beskrevs av Tadao Kano och O. Tominaga 1988. Tettigoniopsis sanukiensis ingår i släktet Tettigoniopsis och familjen vårtbitare. Inga underarter finns listade i Catalogue of Life.